# Kościół Ducha Świętego Pocieszyciela w Giżycku
Kościół Ducha Świętego Pocieszyciela w Giżycku – rzymskokatolicki kościół parafialny należący do parafii pod tym samym wezwaniem (dekanat Giżycko – św. Szczepana Męczennika diecezji ełckiej).
4 maja 1991 roku na placu przewidzianym pod budowę kościoła, pod krzyżem przyniesionym w procesji ze świątyni macierzystej pod wezwaniem św. Brunona, została odprawiona pierwsza msza święta pod przewodnictwem księdza biskupa Józefa Wysockiego. 13 kwietnia 1993 roku parafia otrzymała pozwolenie na budowę świątyni. 22 maja 1994 roku kamień węgielny pod nowy kościół wmurował biskup ełcki Wojciech Ziemba. Pierwszą pasterka w przykrytych dachem murach świątyni została odprawiona 25 grudnia 1994 roku. Kolejne prace budowlane i wykończeniowe trwały do 1999 roku. Kościół został poświęcony, po Misjach Świętych przed Jubileuszem 2000-lecia Chrześcijaństwa, w dniu 26 września 1999 roku przez biskupa Edwarda Samsela. W 2012 roku przy kościele została erygowana parafia wojskowo-cywilna.